# John Lecky (rugbysta)

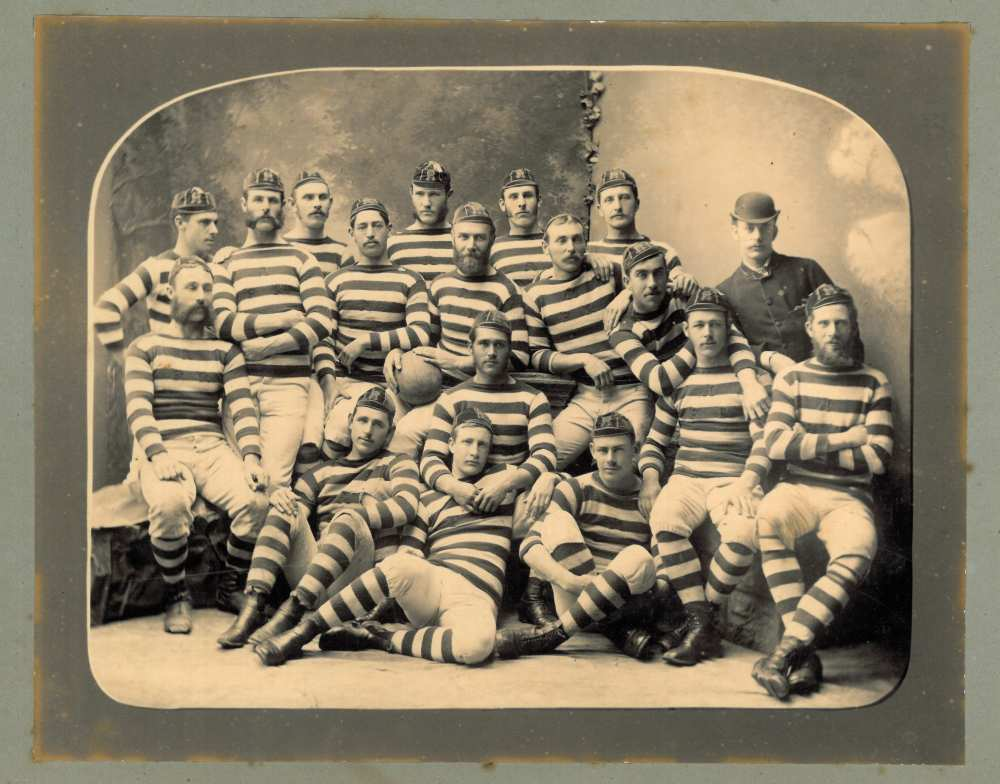
Drużyna rugby z prowincji Auckland, która podróżowała po Nowej Zelandii i grała w Wellington, Canterbury i Otago. W tylnym rzędzie (od lewej): R Whiteside, J Sims, J Mearns, JC Webster, TB O'Connor, T Henderson, F Moginie, W Ring, CH Croxton, T Ryan, A Cotter; pierwszy rząd: George Carter, F. Clayton, Joe Warbrick, J. Arneil, J. Lecky, C (P?) Spencer, R. Biggs.

John Lecky (ur. 4 listopada 1863 w Auckland, zm. 6 kwietnia 1917 w Auckland) – nowozelandzki rugbysta.
John Lecky Zagrał w 7 meczach reprezentacji (wszystkie w 1884 roku), w tym w pierwszym tournée do Australii, jednakże w żadnym testmeczu. Zawodnik ten wystąpił w debiucie reprezentacji Nowej Zelandii. Z racji szóstego w porządku alfabetycznym nazwiska jest szóstym zawodnikiem na liście reprezentantów Nowej Zelandii. Był jednym z najlżejszych, reprezentantem Nowej Zelandii w rugby union, grającym w ataku. 